# Bożena Dziubińska
Bożena Dziubińska, po mężu Motała (ur. 13 marca 1966) – polska biegaczka, specjalizująca się w biegach biegach długodystansowych i biegach ulicznych, mistrzyni Polski, reprezentantka Polski.

## Kariera sportowa
Była zawodniczką Startu Lublin i OKS Otwock.
Na mistrzostwach Polski seniorów zdobyła sześć medali, w tym pięć na dystansie 3000 m (złoto w 1989, srebro w 1988 i 1990, brąz w 1987 i (1992) oraz jeden (srebrny) w biegu na 20 km) (1990). W 1986 została brązową medalistką halowych mistrzostw Polski seniorek w biegu na 1500 m.
Reprezentowała Polskę na mistrzostwach świata w biegu ulicznym na 15 km w 1990 (47 m.) oraz mistrzostwach świata w półmaratonie w 1995 (nie ukończyła).
Pracuje jako trener w Starcie Otwock, prowadziła także paraolimpijczyków, m.in. Arletę Meloch i Rafała Korca
Rekordy życiowe:
- 800 m – 2:06,95 (30.07.1988)
- 1000 m – 2:47,57 (08.08.1987)
- 1500 m – 4:18,35 (12.08.1988)
- 3000 m – 9:11,30 (03.09.1989)
- 5000 m – 16:48,70 (23.07.1995)
- 10000 m – 33:35,33 (18.08.1990)
- półmaraton – 75:15 (02.09.1995)
- maraton – 2:35:25 (30.09.1990)